# Avram Bunaciu
Avram Bunaciu (n. 11 noiembrie 1909, Gurba – d. 28 aprilie 1983, București) a fost un jurist și politician comunist român. S-a implicat de aproape în procesele celor judecați în perioada postantonesciană pentru crime de război, crime împotriva umanității, în procesele politice și actele de represiune din anii stalinismului în România. În perioada regimului comunist, Bunaciu a deținut funcțiile de acuzator public șef, ministru al justiției 1948-1949 și apoi, ministru de externe al României (1958-1961). Avram Bunaciu a fost deputat în Marea Adunare Națională în sesiunile din perioada 1948 - 1975. Între 1948-1969 a fost membru al Comitetului Central al Partidului Comunist Român (denumit până în 1965 Partidul Muncitoresc Român).
În anii 1961-1965 Bunaciu a fost vicepreședinte al Consiliului de Stat al României,iar între 19-24 martie 1965, în urma decesului lui Gheorghe Gheorghiu-Dej, Bunaciu a îndeplinit pentru 5 zile funcția de președinte temporar al  Consiliului de Stat.

## Biografie

### Copilărie și tinerețe
Avram Bunaciu s-a născut în 1909 ca mezin între cei opt copii  ai unei familii de țărani mijlocași români din satul Gurba, comuna Șicula, azi în județul Arad, pe vremea aceea în Regatul Ungariei din cadrul Imperiului Austro-Ungar. Se știe mai târziu de trei surori (Floare, Măriuța și Raveca) și de trei frați (Păliță sau Pavel, Ion și Petre) .. După documentele de stare civilă, tatăl său se numea,în maghiară, Bunacs János (n.n. adică Ioan Bunaciu, cunoscut în sat ca „Ioan a Marcului”), iar mama se numea în maghiară Bergyán Rebeka (Raveca Berghian) și ei erau de confesiune greco-catolică. 
După surse ale cultului baptist din România, mama lui Bunaciu ar fi fost credincioasă baptistă. Un consătean pe nume Ioan Bunaciu a fost în anii 1970-1988 directorul seminarului teologic baptist din București. 

Anii Primului război mondial au fost dificili pentru familia sa, tatăl și fratele cel mare fiind trimiși pe front în cadrul armatei austro-ungare, în vreme ce alt frate, care, rămas la vatră, devenise stâlpul familiei, a murit de gripă.
După studii secundare la Liceul român greco-catolic „Samuil Vulcan”, din Beiuș, în anii 1929-1933 Bunaciu a urmat facultatea de drept a Universității din Cluj. În anii de studenție s-a simțit atras de ideologia de stânga, devenind un cititor al presei socialiste - „Socialismul” (organul Partidului Social-Democrat), „Stânga”, „Revista socială” și „Lumea muncitorească”. și ateu.
După o scurtă perioadă de stagiu la Casa Asigurărilor Sociale din Cluj, Bunaciu s-a stabilit în iulie 1938 la București, unde, cu încurajarea liderului social-democrat Ilie Moscovici, a fondat și condus o organizație de tineret a Partidului Social-Democrat Român.

### Activitatea politică interbelică și în anii 1941-1944
În anul 1938 Bunaciu s-a căsătorit cu o tânără cu vederi comuniste, Noemi Nussbacher, fiica unui comerciant evreu din Cluj. Începând din 1938 el s-a deziluzionat de social-democrați (în ciuda stimei pe care o avusese pentru Moscovici, Gheorghe Grigorovici și Lothar Rădăceanu) și s-a apropiat de Partidul Comunist din România.
Ca avocat în baroul din București, a apărat în mai multe rânduri unii inculpați comuniști și s-a străduit, în alte ocazii, să asigure comuniștilor apărarea din partea unor avocați renumiți ca Petre Pandrea (Marcu) sau Istrate Micescu. În 1939 a adăpostit o tipografie comunistă, iar din 1941 a intrat în Biroul juridic al Apărarii Patriotice. În 1940-1941, s-a întors, însoțit de soția sa, în satul său natal, între altele, pentru a o feri de violențele antievreiești și de bombardamentele aeriene de la București. Dar,deoarece, între timp soției, nu i s-a permis, ca evreică, să domicilieze la țară, au fost nevoiți să se mute la Ineu, apoi la Arad, și în cele din urmă au izbutit să se întoarcă la București.   Între noiembrie 1943- aprilie 1944 Bunaciu a fost deținut în închisoare pentru activități subversive.

#### Acuzator public și cariera politică
Între 1944-1945 a fost membru în consiliul Baroului de Ilfov. În perioada 1945-1946 a avut funcția de acuzator public șef în comisia de acuzatori publici a Tribunalului Poporului din București. (Tribunalul a funcționat până la 28 iunie 1946).  
Comisia acuzatorilor publici a examinat cazurile a circa 2700 suspecți de crime de război și crime împotriva umanității, comise în timpul regimului Ion Antonescu. Dintre aceștia 668 au fost condamnați, mulți dintre ei în contumacie. În vara anului 1945, Bunaciu a fost însărcinat să organizeze Tribunalul Poporului din Cluj, care a pronunțat condamnări mai aspre decât alte instanțe împotriva celor găsiți vinovați de crime de război, dar majoritatea acuzaților au fost judecați în contumacie.
Alături de acuzarea formată din Constantin Vicol, Ion D.Ion și Alexandra Sidorovici, Bunaciu a fost acuzator public în procesul a trei din cei 14 acuzați (șapte din ei arestați) din procesul așa numitului „lot al ziariștilor fasciști” - Radu Demetrescu-Gyr, Stelian Popescu (în contumacie) și Ilie Rădulescu. 
Ca secretar general al Ministerului Afacerilor Interne, Bunaciu a participat la organizarea execuției pedepsei capitale la care au fost condamnați Ion Antonescu, Mihai Antonescu, Gheorghe Alexianu și Constantin Z. Vasiliu.
În 1946-1947 Bunaciu ar fi dat, din însărcinarea conducătorilor comuniști ai României, și cu știrea Kremlinului, dispoziții pentru controlarea și organizarea emigrărilor de evrei din România spre Israel.
În iulie 1947, împreună cu un consilier sovietic, Bunaciu a condus înscenarea de la aeroportul din Tămădău unde au fost arestați o parte din elita Partidului Național-Țărănesc, prim pas în lichidarea acestui partid.
În februarie 1948, după înlăturarea lui Lucrețiu Pătrășcanu, Bunaciu a fost numit ministru al justiției (1948-1949), revenind în această funcție pentru trei săptămâni la finele lui 1957 și începutul lui 1958. Între 1954-1957 a fost secretar al Marii Adunări Naționale, apoi, între 11 ianuarie 1958 și 20 martie 1961, ministru de externe, urmându-i în funcție lui Ion Gheorghe Maurer.
Între 1961-1965 a fost vicepreședinte al Consiliului de Stat.
După decesul lui Gheorghiu Dej, între 19 martie - 24 martie 1965 Avram Bunaciu a deținut vreme de 5 zile funcția de președinte temporar al Consiliului de Stat. Bunaciu a fost totodată și profesor universitar.
În mai 1961 i-a fost conferită medalia A 40-a aniversare de la înființarea Partidului Comunist din România. Prin decretul nr. 157 din 4 mai 1971, Avram Bunaciu a fost decorat cu Ordinul Tudor Vladimirescu clasa a II-a.
Copiii săi au părăsit România și s-au stabilit în Occident.
Bunaciu a murit la București în anul 1983 în urma unui accident vascular cerebral.  A fost înmormântat la Cimitirul Sfânta Vineri din București.

### Viața privată
Bunaciu a locuit, timp de mai mulți ani, pe strada Herăstrău din București, într-o zonă in care au locuit numeroși activiști  de frunte ai regimului comunist. În localitatea Gurba, a locuit pe strada care îi poartă, în prezent, numele.

### Speculațiile biografice lansate în mass media
Surse din cercurile politice și jurnalistice de extremă dreaptă, unele propagatoare ale teoriilor despre conspirațiile evreilor și masonilor (ex. Žydokomuna ) 
 i-au atribuit lui Bunaciu, ca si altor comuniști neevrei, un nume evreiesc născocit (în cazul lui Bunaciu - „Abraham Gutman”) și o origine fictivă  evreiască ,(de pildă, în citatele în presă din spusele văduvei mareșalului Antonescu, Maria, . Această teorie este infirmată de biografii săi și de cei care l-au cunoscut.  Soția lui, Noemi, născută Nussbacher, a fost evreică.

## Distincții
- Medalia „A cincea aniversare a Republicii Populare Române” (24 decembrie 1952) „pentru lupta și munca duse în vederea făuririi, consolidării și prosperării Republicii Populare Române”[19]
- Ordinul „23 August” clasa a III-a (12 august 1959) „pentru îndelungată activitate în mișcarea muncitorească, pentru contribuția activă la răsturnarea dictaturii militaro-fasciste și instaurarea regimului democrat-popular, pentru merite deosebite în opera de construire a socialismului”[20]
- Medalia „40 de ani de la înființarea Partidului Comunist din Romînia” (6 mai 1961) „pentru activitate îndelungată în mișcarea muncitorească și merite în opera de construire a socialismului”[21]
- Ordinul „Tudor Vladimirescu” clasa a III-a (30 aprilie 1966) „cu prilejul celei de-a 45-a aniversări de la înființarea Partidului Comunist din România, pentru îndelungată activitate în mișcarea muncitorească și merite deosebite în opera de construire a socialismului”[22]
- Ordinul „Tudor Vladimirescu” clasa a II-a (4 mai 1971) „cu prilejul aniversării a 50 de ani de la constituirea Partidului Comunist Român, [...] pentru activitate îndelungată în mișcarea muncitorească și merite deosebite în opera de construire a socialismului”[23]